# اف‌ال‌اسمیت
اف‌ال‌اسمیت (به دانمارکی: FLSmidth) شرکت خدمات مهندسی دانمارکی است، که دفتر مرکزی آن در شهر کپنهاگ، دانمارک قرار دارد.
این شرکت ارائه‌کننده سیمان، انواع مواد معدنی و مصالح ساختمانی موردنیاز در ساخت‌وساز در سطح بین‌المللی است و خدمات خود را در بیش از ۵۰ کشور جهان عرضه می‌کند. شرکت اف‌ال‌اسمیت در سال ۱۸۸۲ تأسیس شد. در سال ۲۰۱۲ شمار کارکنان اف‌ال‌اسمیت ۱۵٫۹۰۰ نفر اعلام شده است. بخشی از سهام این شرکت در بازار بورس نزدک اوام‌اکس کپنهاگ دادوستد می‌شود.